# Tibicinins

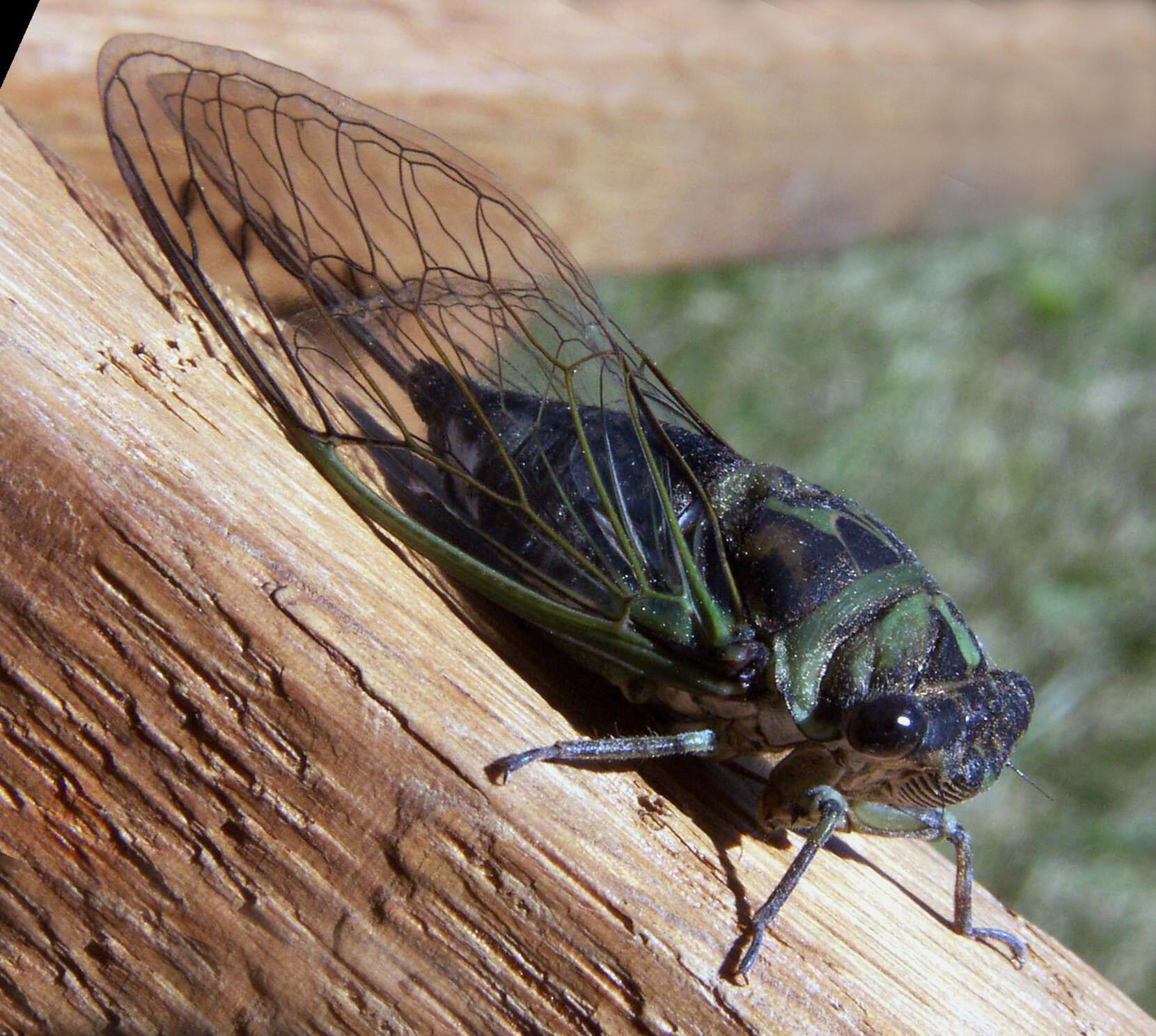
Tibicen linnei

Els tibicenins (Tibiceninae) és una subfamília d'hemípters de la família dels cicàdids (Cicadidae).

## Tribus
Inclosos gèneres i espècies notables.
- Cryptotympanini
  - Chremistica
  - Cryptotympana
  - Salvazana

- Fidicinini
  - Dorisiana
    - Dorisiana bicolor
    - Dorisiana bonaerensis

  - Fidicina
  - Fidicinoides
    - Fidicinoides determinata

  - Proarna
    - Proarna insignis

- Hyantiini
  - Hyantia
    - Hyantia honesta

  - Quesada
    - Quesada gigas

- Polyneurini
  - Angamiana
  - Formotosena
  - Graptopsaltria

- Tibicenini
  - Conibosa
    - Conibosa occidentis

  - Diceroprocta
    - Diceroprocta apache

  - Tibicen

- Tosenini

- Zammarini
  - Odopoea
  - Zammara